# 下連雀
下連雀 （しもれんじゃく）は、東京都三鷹市の地名。現行行政地名は下連雀一丁目から下連雀九丁目。郵便番号は181-0013。

## 地理
三鷹市北部～中部に位置する。東から時計回りに、三鷹市牟礼 、三鷹市新川、三鷹市野崎、三鷹市上連雀、武蔵野市中町、武蔵野市御殿山と接する。
3丁目から4丁目にかけては三鷹駅南口の商業地帯を形成し、他は主に住宅地として利用されている。

### 河川

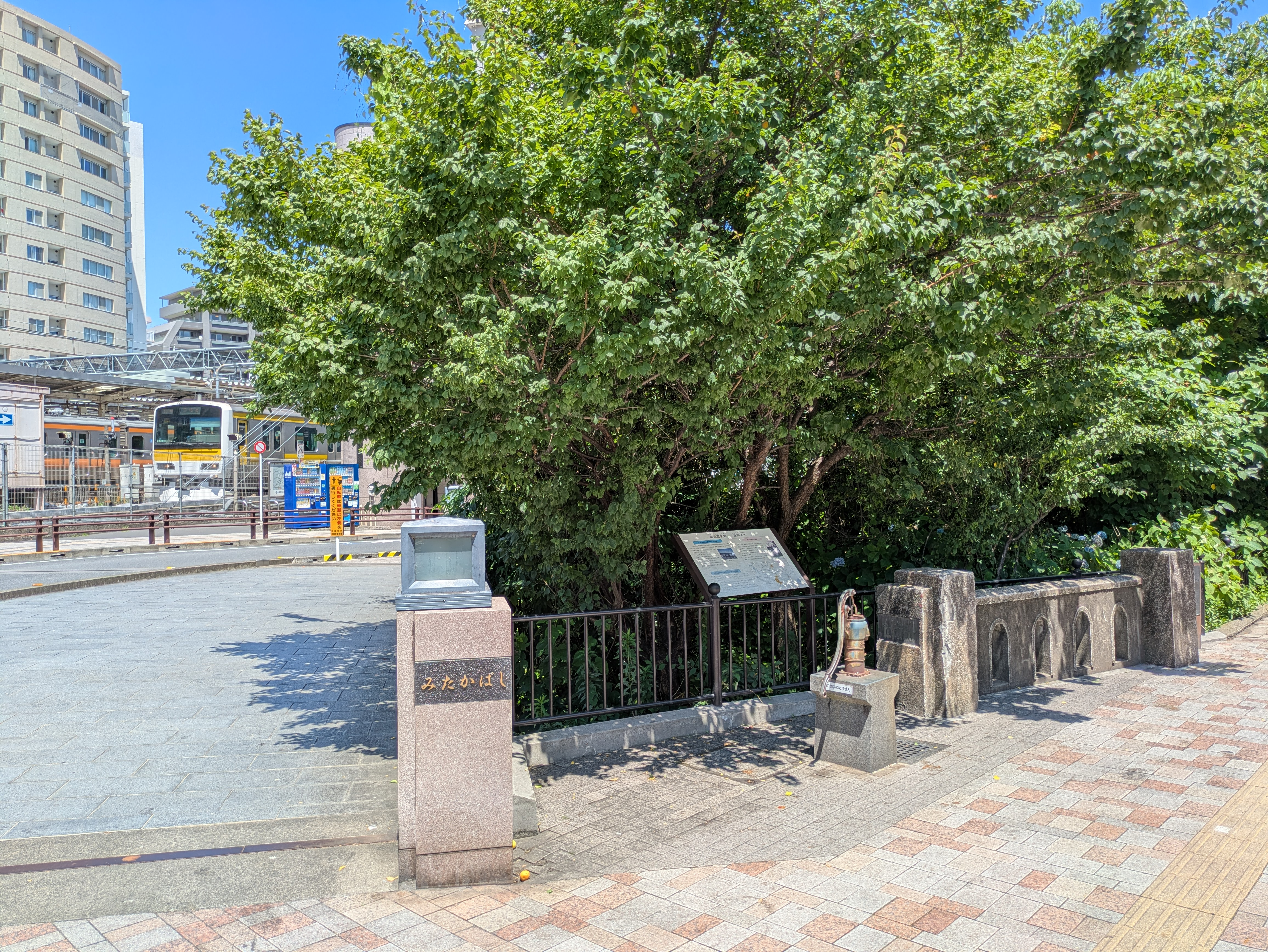
玉川上水、三鷹駅南口部（2025年6月）

- 玉川上水 - 町域の北東側境界を流れる。自然河川ではなく上水道。

### 地価
住宅地の地価は、2025年（令和7年）1月1日の公示地価によれば、下連雀3丁目6-4の地点で76万7000円/m2となっている。

## 歴史

### 地名の由来
1657年（明暦3年）1月の明暦の大火による神田連雀町（現在の千代田区神田須田町・神田淡路町付近）の被災者の移住地として1658年（万治元年）に神田連雀新田として開墾されたことに由来する。「連雀」とは小板を使った背負子のことで、江戸神田のその職人仲間が住んでいた町を連雀町と呼んでいたことが連雀の名の由来とする説もある。1700年前後に新田開発の進捗とともに、連雀新田が連雀村と称され、京都（朝廷）に近い方を「上」と称し、江戸方に近い方を「下」と称す慣習により上連雀村に対して下連雀村となった。

## 世帯数と人口
2025年（令和7年）1月1日現在の世帯数と人口は以下の通りである。
| 丁目         | 世帯数     | 人口     |
| ------------ | ---------- | -------- |
| 下連雀一丁目 | 1,620世帯  | 2,955人  |
| 下連雀二丁目 | 1,838世帯  | 3,388人  |
| 下連雀三丁目 | 6,409世帯  | 10,292人 |
| 下連雀四丁目 | 3,513世帯  | 6,398人  |
| 下連雀五丁目 | 2,549世帯  | 5,953人  |
| 下連雀六丁目 | 2,278世帯  | 4,541人  |
| 下連雀七丁目 | 2,487世帯  | 5,141人  |
| 下連雀八丁目 | 1,570世帯  | 3,507人  |
| 下連雀九丁目 | 2,019世帯  | 4,746人  |
| 計           | 24,283世帯 | 46,921人 |

## 学区
市立小・中学校に通う場合、学区は以下の通りとなる
| 丁目         | 番地                        | 小学校             | 中学校             |
| ------------ | --------------------------- | ------------------ | ------------------ |
| 下連雀一丁目 | 全域                        | 三鷹市立第四小学校 | 三鷹市立第一中学校 |
| 下連雀二丁目 | 全域                        | 三鷹市立第四小学校 | 三鷹市立第一中学校 |
| 下連雀三丁目 | 1～14番                     | 三鷹市立第四小学校 | 三鷹市立第一中学校 |
| 下連雀三丁目 | その他                      | 三鷹市立第三小学校 | 三鷹市立第四中学校 |
| 下連雀四丁目 | 11〜12番 15～22番           | 三鷹市立第三小学校 | 三鷹市立第四中学校 |
| 下連雀四丁目 | その他                      | 三鷹市立第四小学校 | 三鷹市立第一中学校 |
| 下連雀五丁目 | 2～4番                      | 三鷹市立第一小学校 | 三鷹市立第六中学校 |
| 下連雀五丁目 | 1番 7～9番                  | 三鷹市立高山小学校 | 三鷹市立第三中学校 |
| 下連雀五丁目 | その他                      | 三鷹市立第六小学校 | 三鷹市立第一中学校 |
| 下連雀六丁目 | 全域                        | 三鷹市立第六小学校 | 三鷹市立第一中学校 |
| 下連雀七丁目 | 1～8 12 14〜15番 16番1～4号 | 三鷹市立第六小学校 | 三鷹市立第一中学校 |
| 下連雀七丁目 | その他                      | 三鷹市立南浦小学校 | 三鷹市立第一中学校 |
| 下連雀八丁目 | 3番                         | 三鷹市立第一小学校 | 三鷹市立第六中学校 |
| 下連雀八丁目 | その他                      | 三鷹市立第六小学校 | 三鷹市立第一中学校 |
| 下連雀九丁目 | 全域                        | 三鷹市立第六小学校 | 三鷹市立第一中学校 |

## 交通

### 鉄道
下連雀三丁目に三鷹駅がある。駅構内を武蔵野市との市境が通っており、北口ロータリーは武蔵野市中町一丁目地内となる。この他、武蔵野市の商業集積地の中心である吉祥寺駅も利用可能。
| 街区内に設置されている駅                              | バス利用で利用可能な駅 |
| ----------------------------------------------------- | --- |
| JR中央線 JR 中央・総武線各駅停車 - 三鷹駅(JC12)(JB01) | JR中央線 西武多摩川線 - 武蔵境駅(JC13) JR中央線 JR中央・総武線各駅停車 京王井の頭線 - 吉祥寺駅(JC 11)(JB 02)(IN 17) 京王線 - 布田駅(KO17) - 調布駅(KO18) |

### バス
町内には以下のバス停が設置されている。小田急バス及び京王バスにより、三鷹駅南口および吉祥寺駅公園口を発着し、市内各所や京王線の各駅を結ぶ路線が運行されている。
- 吉祥寺通り周辺
  - 万助橋、明星学園入口、厚生園裏、下連雀、下連雀六丁目、NTTデータビル前、野村病院、新川、井の頭キャンパス、牟礼団地・三鷹イースト前
- さくら通り・むらさき橋通り周辺
  - さくら通り、北浦、仲町通り、南浦、下連雀七丁目、篠原病院入口、MCC三鷹ビル前、三鷹農協前
- 三鷹通り周辺
  - 三鷹駅南口、法専寺前、第三小学校入口、八幡前、変電所前[注 1]、大成高校・変電所前[注 2]、大成高校前、三鷹警察署前、上連雀八丁目、三鷹市役所前
- 連雀通り沿い
  - 連雀通り商店街、プラウドシティ吉祥寺、下連雀五丁目

運行事業者
- 小田急バス 吉祥寺営業所・武蔵境営業所
- 京王電鉄バス 調布営業所
- みたかシティバス（三鷹市コミュニティバス）

### 道路
- 吉祥寺通り（東京都道114号武蔵野狛江線）
- 三鷹通り（東京都道112号武蔵野調布線）
- 連雀通り（東京都道134号恋ヶ窪新田三鷹線）

## 施設
- 井の頭公園
- 三鷹産業プラザ
- 三鷹市民協働センター
- 三鷹駅前コミュニティセンター
  - 三鷹市立三鷹駅前図書館
- 三鷹市立第四小学校
- 三鷹市立第六小学校
- 三鷹市立南浦小学校
- 三鷹市立第一中学校
- 三鷹下連雀郵便局
- 三鷹下連雀四郵便局
- 山本有三記念館
  - 有三記念公園
- 日商簿記三鷹福祉専門学校
- 禅林寺

## 出身・ゆかりの人物
- 門上千恵子（弁護士） - 日本で初めての女性検事。東京経済大学名誉教授・門上秀叡の妻。下連雀に居住していた。
- 亀井茲建（東北経済開発センター顧問、旧伯爵） - 住所が下連雀1丁目[8]。
- 太宰治（小説家） - 1939年9月から1945年4月、1946年11月から1948年6月まで居住。3丁目のゆかりのある酒販店跡地に2020年3月に「太宰治文学サロン」がオープンした[9]。